# Hajdúk

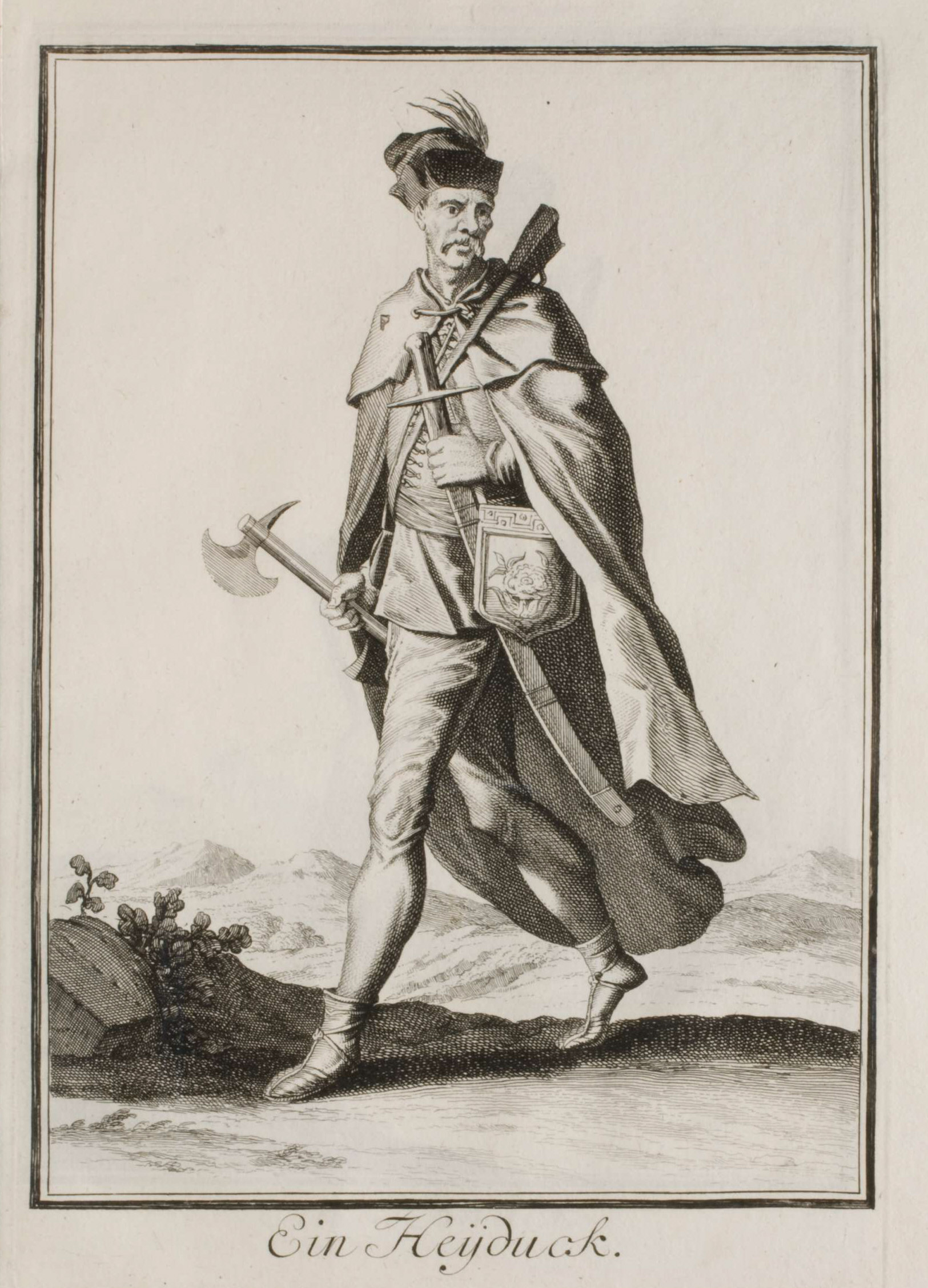
Magyar hajdú, 1703

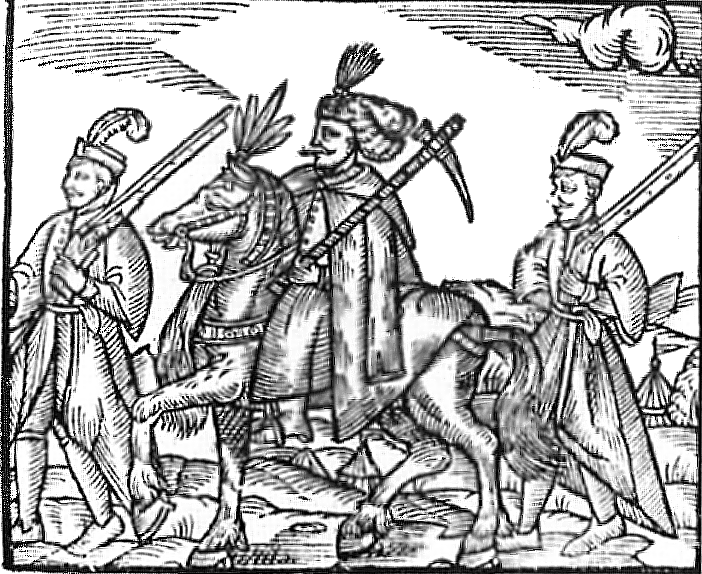
Lengyel hajdúk nemzeti viseletben

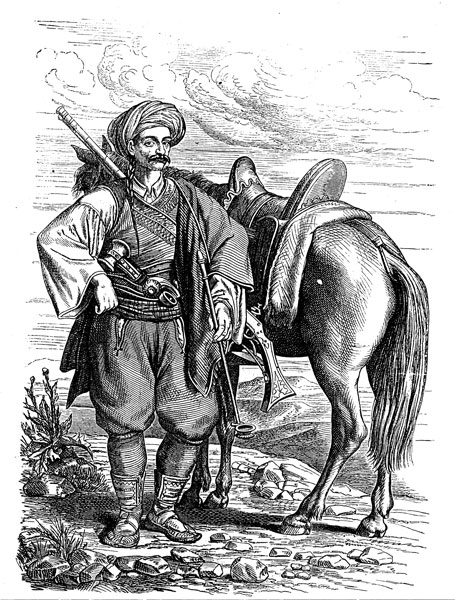
Rablóvezér (Harambasi), a horvát végvidéki
várak környékén kóborló hajdúk vezére

A hajdúk eredetileg fegyveres marhapásztorok voltak. Nevük valószínűsíthetően a hajtó vagy hajdó szavakból eredeztethető. Feladatuk volt a csorda őrzése, ami időnként fegyveres fellépést is igényelt, mivel meg kellett védeni a jószágot a rablóktól vagy a ragadozó állatoktól. A vágásra érett marhát Ausztriába, Dél-Németországba, és Észak-Itáliába terelték, ahol jó pénzért eladták. A török hódoltság idején ez volt a Magyar Királyság bevételének legnagyobb forrása.
A török háborúk idején a fegyverforgatásban jártas marhapásztorokat szívesen fogadták fel katonai feladatok ellátására. A hozzájuk csatlakozó kisnemesekkel, végvári katonákkal és szökött jobbágyokkal egy új, fegyveres társadalmi réteg alakult ki. A tizenöt éves háború alatt jelentősen megnőtt a létszámuk. 1604-ben a Habsburgok által perbe fogott Bocskai István hajdúkat felfogadva szállt szembe a Habsburgokkal.
Jellegét tekintve a hajdúság sokban hasonlít a kozákok katonai szervezetéhez, annyi különbséggel, hogy a kozákok teljesen független közösségekben éltek, és ezt mindig is megőrizni törekedtek, míg a hajdúság nem törekedett az államtól való függetlenségre, csupán megfelelő jogainak és lakóhelyének biztosítására a királyságtól.

## Etimológia
A "hajdú" szó eredete teljesen nem tisztázott. Egy változat szerint a török eredetű haiduk vagy hayduk szóból származik, mivel az oszmán törökök így hívták a magyar gyalogos katonákat. Egy másik szerint a kifejezés magyar eredetű, a hajtó vagy hajdó formából alakulhatott ki, és marhahajcsárt jelentett. A két elmélet nem feltétlenül mond ellent egymásnak, mivel a balkáni szóhasználatban valószínűleg a török haiduk  forma alapján terjedt el, és mára a rabló szinonimájaként több nyelvben is megtalálható. Ez azonban nem jelenti azt, hogy a törökök nem vehették át a magyar nyelvből, hiszen a magyar-török határt őrző korabeli magyar katonák is lehettek a szó közvetítői.
A különböző nyelvekben történő használata: 
| - hajdut (albánul); tolvaj jelentéssel - հայդուկ (hayduk) (örményül) - hajduk (bosnyákul) - хайдут, хайдутин vagy хайдук (hajdut, hajdutin, hajduk) (bolgárul) - hajduk (horvátul) - haïdouk (franciául) - aiducco (olaszul) | - ајдук (ajduk), ајдутин (ajdutin) (macedónul) - hajduk (lengyelül) - haiduque (portugálul) - haiduc (románul) - hejduk (svédül) - хајдук/hajduk (szerbül), régebbi szóhasználatban a rendőrt jelentette - haydut (törökül) - hejduk (kurd nyelven) | - гайдук (gajduk) (oroszul) - гайдамака (hajdamaka) (ukránul) - הײַדאַמאַק (hajdamak) (jiddisül) - hajduker (svédül) |

## Az első hajdúk

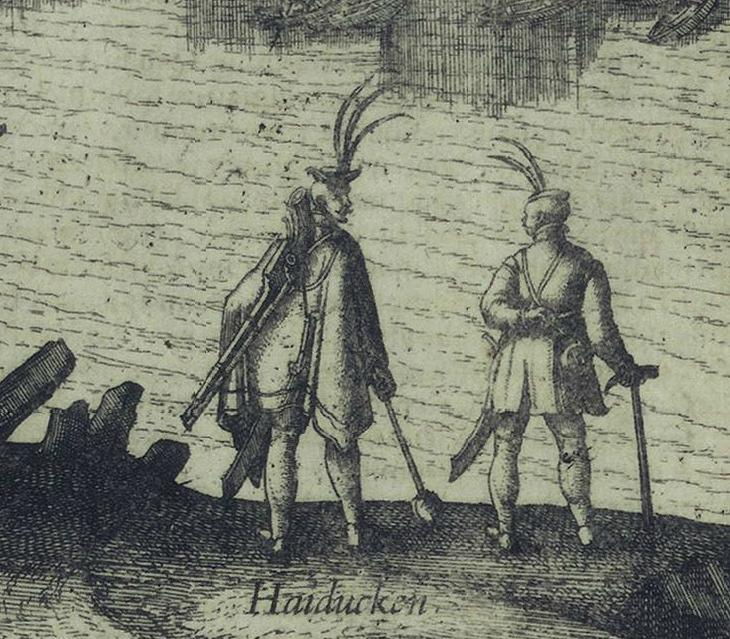
Hajdúk (Heiducken) ábrázolása Hoefnagel metszetén (1598)

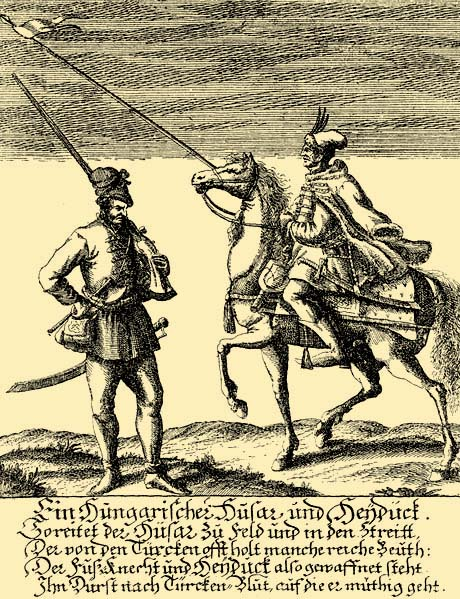
Magyar hajdú és huszár (1686)

A társadalmi réteg a 15. század második felében és a 16. század elején alakult ki. Az 1514. évi parasztháború egyik legfontosabb katonai bázisát alkották, Dózsa György leghűségesebb katonái voltak. A 16. században számuk gyorsan gyarapodott, mert a török hódítás számtalan település pusztulását hozta az Alföldön. A szegény jobbágynak, vagy egytelkes nemesnek háza felégetése, jószágainak elhajtása után nem volt más lehetősége, mint elmenekülni Erdélybe, a Királyi Magyarországra, vagy beállni katonának a hajdúk közé.

## Letelepítésük

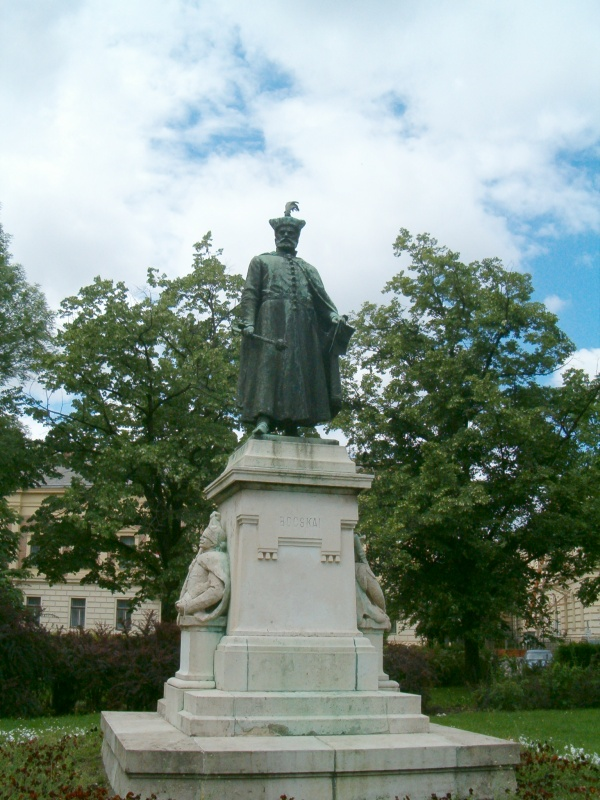
Bocskai szobra Debrecenben

A 16. - 17. század fordulóján kétféle hajdúról lehet beszélni. A királyi hajdúk havi kétforintos zsoldban álltak az ország különböző végváraiban. Számuk 6-8000 körül lehetett. Emellett voltak a szabad hajdúk, akik csak egy-egy meghatározott feladatra szerződtek le, és ha úgy adódott, nem kímélték a falvakat, nemesi udvarházakat sem. Az országgyűlés többször kitagadta őket, ők is megtagadták az országukat. Mások azonban nagyra tartották katonai képességüket, így a francia származású Heinrich von Dampierre, aki később császári tábornagy lett a harmincéves háborúban, 2500 lovas hajdút szervezett meg, amelyet első osztályú felszereléssel láttak el, de zsoldot sokszor ők is keveset kaptak. Ezen áldatlan helyzetben a fordulat 1604 őszén következett be. A császártól megtámadott földesúr, Bocskai István, a hajdúkhoz fordult és hajdúkat kezdett toborozni, hogy felvehesse a harcot az ellene készülő császári, székely és szerb csapatok ellen. A nemzetükből kitagadottaknak földet és békés letelepedést kínált, ezzel sikerült bennük felébreszteni a nemzeti öntudatot. Bocskai számára az elit egységnek számító Dampierre hajdúk megnyerése jelentett nagy sikert.
A Dampierre hajdúk Bocskai mellé álltak, 1604. október 14-ről október 15-re virradó éjjel Álmosd és Bihardiószeg térségében döntő győzelmet arattak a császári sereg felett. Így kezdődött történelmünk első nagy Habsburg-ellenes felkelése, a Bocskai-szabadságharc.
A hajdúk letelepítését Bocskai Korponán 1605. december 12-én kelt ünnepélyes okiratában mondta ki. Ebben 9254 hajdú vitézt megnemesített, és családostól letelepített, saját birtokain.
Idézet az okiratból: „Hogy pedig a mi említett vitézeink bizonytalan lakhelyeikről el ne széledjenek, és idegen joghatóság alá ne kerüljenek, hanem mindenkor meghatározott állandó helyen lakva a mi erdélyországi hű székelyeink szokása szerint Magyar- és Erdélyországnak minél hasznosabb és sikeresebb szolgálatot tehessenek, és hogy együttesen mindig készen találtassanak: nekik adományozzuk Szabolcs vármegyében fekvő, tokaji várunkhoz tartozó egész Kálló városát, hasonlóképpen Nánás, Dorog és Varjas puszta birtokainkat, Hadház, Vámospércs, Sima és Vid nevű részjószágainkat, minden hasznával és járulékával.”
1606. szeptember 2-án Kassán kelt újabb okiratában ugyanezekkel a feltételekkel megnemesítette és Szoboszlóra telepítette a Halasi Fekete Péter kapitány alatt harcoló lovas hajdúkat.
Később Rákóczi Zsigmond, Báthory Gábor és Bethlen Gábor erdélyi fejedelmek számos hajdútelepet létesítettek. Az erdélyi és partiumi török határt kiváltságos hajdútelepek védték. Számuk az országban megközelítette a 150-et. Az utolsó hajdúszabadságot II. Rákóczi Ferenc vezérlő fejedelem adományozta Tarpa mezővárosának 1709-ben. Ezt követően, a 18. században a földesurak megkezdték a hajdúkiváltságok felszámolását. Hosszú küzdelemben újra jobbágysorba kényszerítették a szabad parasztokat. Csak a Bocskai által kiváltságolt hat hajdúváros (Nánás, Dorog, Hadház, Vámospércs, Szoboszló) és a Báthory Gábor által 1609-ben Kállóból áttelepített hajdúk városa (Böszörmény) tudta kiváltságait megőrizni.

## Hajdúvárosok kialakulása
Bocskai a fegyverforgatáshoz hozzászokott hajdúkat nem próbálta visszakényszeríteni jobbágysorba, hanem mezővárosokban telepítette le őket a ma is Hajdúságnak nevezett területen. Ez uralkodása alatt több tízezer főt jelentett. A letelepülő hajdúk megkapták az ún. hajdúszabadságot, nem tartoztak földesúri fennhatóság alá, viszont a fejedelem hívására kötelesek voltak harcba menni. Ez a kollektív nemesség nagyon hasonlított a székelyek korábban kapott előjogaira.

### Hajdúsági települések
Létrejöttek a hajdúvárosok, melyek ma is jellegzetesek mértani, logikai elrendezésük miatt. Azt a régiót, ahol a hajdúvárosok létrejöttek, Hajdúságnak nevezik. Az eredetileg több mint 9000 főnyi hajdú katona letelepedésével alakult ki 1608-1609-re a hét úgynevezett öreg vagy nagyhajdúváros: Böszörmény, Dorog, Hadház, Nánás, Polgár, Szoboszló és Vámospércs, ezek mindegyike az akkori Szabolcs vármegyében feküdt. A nagyhajdúvárosok a 17. század végén hozták létre  a Hajdúkerületet, ami a vármegyékkel egyenrangú, önálló törvényhatóságként működött. A Hajdúkerület 1876-ig létezett, ekkor jött létre az addig független Hajdúkerületből, Szabolcs vármegye déli részéből és Bihar vármegye északkeleti részéből mesterségesen kialakított Hajdú vármegye Debrecen székhellyel. A hajdúvárosok ezzel végleg elvesztették szerzett jogaikat.
Néhány hajdú település: Hajdúbagos, Hajdúböszörmény, Hajdúdorog, Polgár, Hajdúhadház, Hajdúnánás, Hajdúsámson, Hajdúszoboszló, Hajdúszovát, Hajdúvid, Berettyóújfalu, Nagyszalonta, Harsány, Komádi, Derecske, Konyár, Álmosd, Mikepércs, Vámospércs, Bocskaikert, Nyíregyháza, Újfehértó, Téglás.

## Érdekességek
- Hasonló névvel jelölik a lengyel katonáskodó bojárokat is.
- Az 1945 előtti szóhasználatban gyakran hajdú névvel illették a magasabb rangú városi és vármegyei tisztviselők mellett szolgálatot teljesítő egyenruhás altiszteket, akik gyakran a felettes szervük által hozott rendelkezések végrehajtó közegei is voltak.
- Említésre méltó a hajdútánc: népviseletben fegyverrel történő tánc.
- A horvát HNK Hajduk Split labdarúgócsapat nevét a hajdúkról kapta.